# Нжие, Аллен
Аллен Нжие (англ. Allen Njie; 26 июля 1999, Барнсвилль, Либерия) — либерийский футболист, полузащитник лихтенштейнского клуба «Вадуц».

## Клубная карьера
Выступал за либерийские клубы «Пеппер» и ЛИШКР. В феврале 2019 года стал игроком швейцарского клуба «Грассхоппер». 20 июля 2019 года дебютировал в основном составе «кузнечиков» в матче Челлендж-лиги против клуба «Стад Лозанна Уши». 20 сентября 2019 года забил свой первый гол за «Грассхоппер» в матче против «Кринса».
В феврале 2021 года отправился в аренду в хорватский клуб «Славен Белупо».
Вернувшись после аренды перешёл в другой швейцарский клуб «Арау», с которым игрок заключил контракт до июня 2024 года. 29 ноября 2023 года контракт с клубом был расторгнут по обоюдному согласию. 20 декабря 2023 года на правах свободного агента подписал контракт с лихтенштейнским клубом «Вадуц» до июня 2024 года.

## Карьера в сборной
Выступал за сборную Либерии до 20 лет. 22 июля 2018 года дебютировал в  главной сборной Либерии по футболу.